# Telefonplan
Telefonplan is een metrostation in de Zweedse hoofdstad Stockholm in het stadsdeel Hägersten-Liljeholmen aan lijn T14 van de rode route van de metro en ligt 5,4 spoorkilometer van het centraal gelegen metrostation Slussen.  

## Geschiedenis
In 1935 kocht telefoonfabrikant Ericsson een terrein aan de westrand van Midsommarkransen om daar het hoofdkantoor en een nieuwe fabriek te bouwen. Het plein voor de ingang kreeg de naam Telefoonplein (Zweeds: Telefonplan) en de straten rond de fabriek werden genoemd naar onderdelen van telefoons. In 1938 werd de tramlijn 17, Slussen-Midsommarkransen, verlengd naar het terrein van Ericsson. In 1945 kwam de 400 meter lange Hägerstentunnel gereed en op 18 november 1945 werd het premetrotraject naar Hägerstensåsen geopend. De trams van lijn 17 en inmiddels ook lijn 14 reden daarna vanaf de Telefonvägen het metrotraject op waar weg en spoor even hoog liggen, iets ten westen van het huidige station. Het traject ten westen van Telefonplan werd tussen 1945 en 1956 meerdere keren verlengd. De beide tramlijnen bereden het als premetro tot de opening van de metro op 5 april 1964. 

## Metro
Het metrostation werd gebouwd in een ingraving vlak voor de westelijke uitgang van de 1600 meter lange tunnel onder Midsommarkransen. Het stationsgebouw ligt op de hoek van het Telefonplan en de Mikrofonvägen boven de sporen. Ten westen van de Mikrofonvägen sluiten twee sporen aan op het premetrotraject uit 1945, tussen deze sporen ligt een keerspoor waar treinen uit het centrum kunnen kopmaken. Aan de zuidkant van het station ligt een busstation. In 1997 zijn de wanden van het station opgesierd met keramiekwerk van kunstenaar Bo Samuelsson. Hij liet zich hierbij inspireren door de telecommunicatie techniek. 

## Galerij

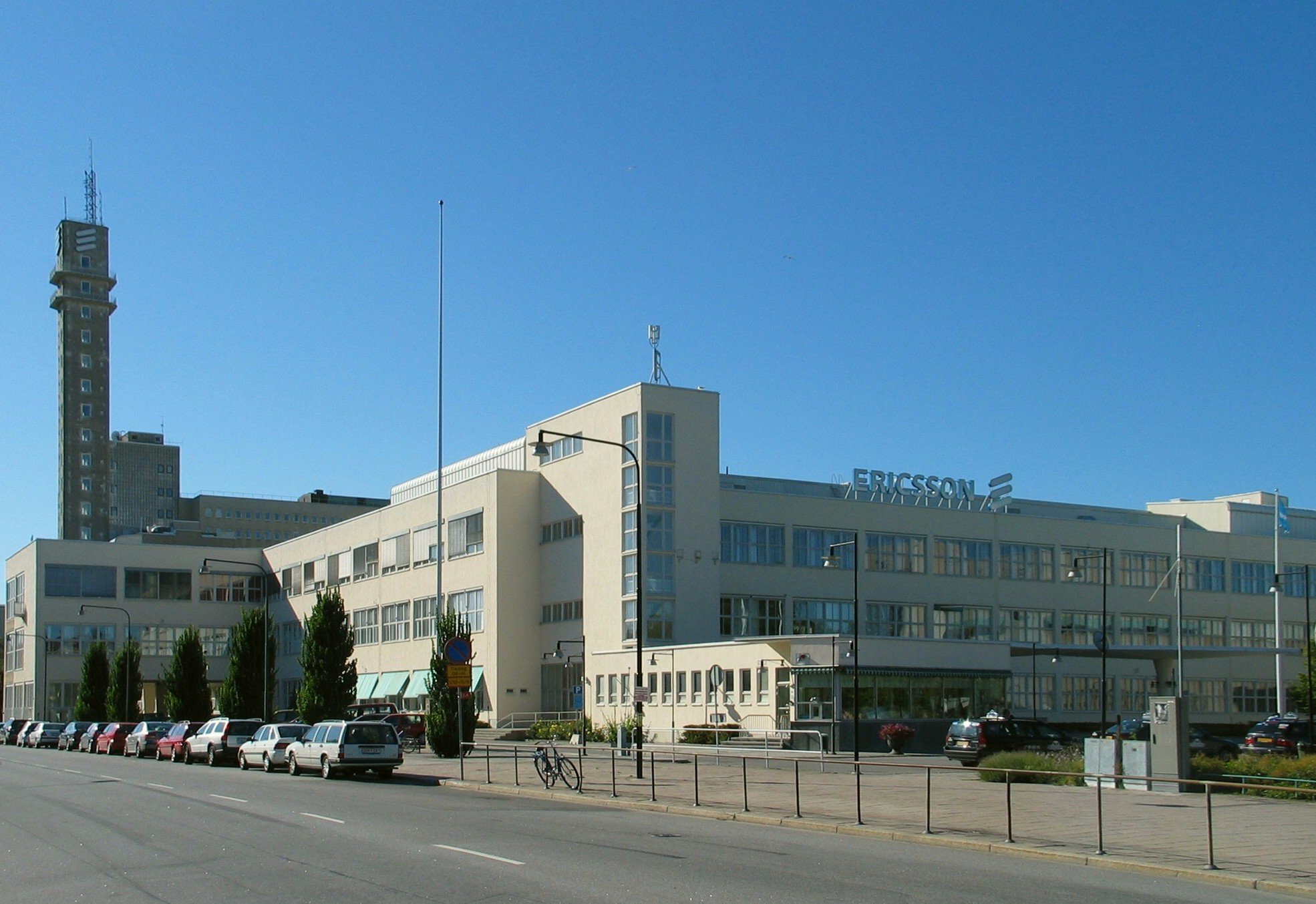
De telefoonfabriek
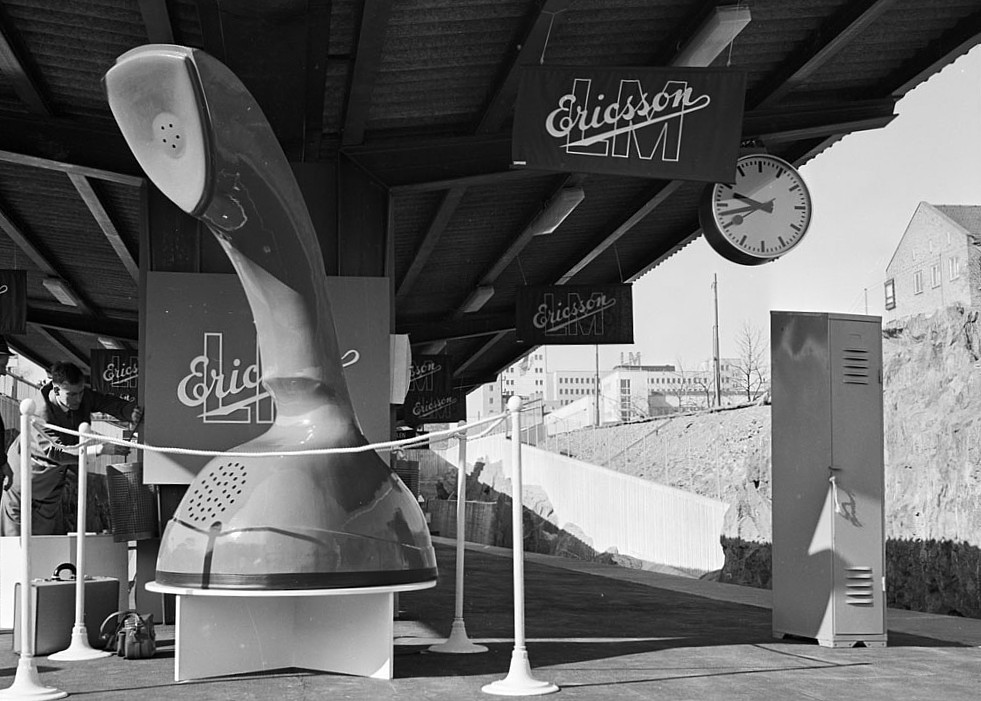
Een reuzen Ericofon bij de opening op 5 april 1964
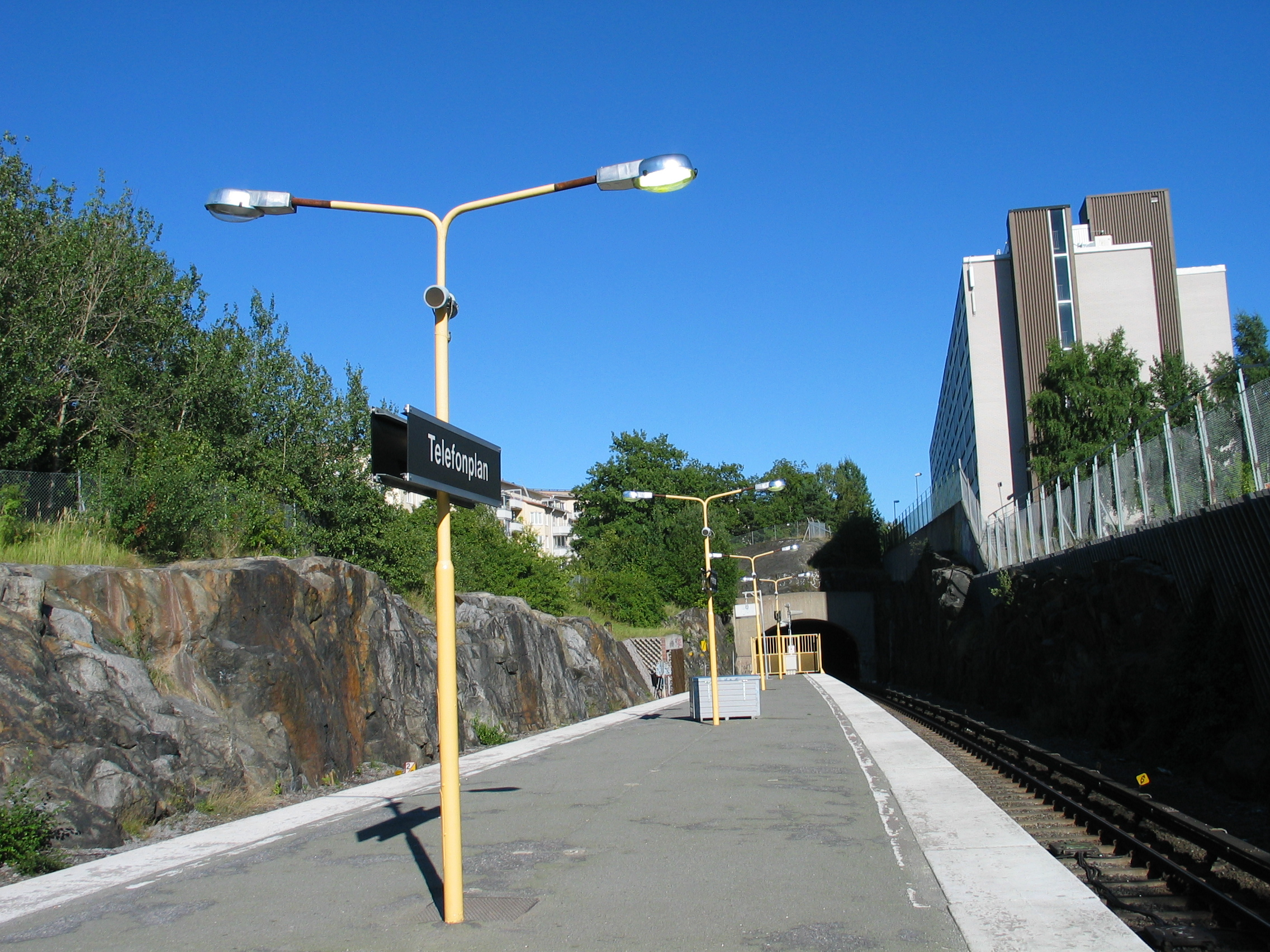
Een blik naar het oosten met de tunnel onder Midsommarkransen op de achtergrond

Fruängen·
Västertorp·
Hägerstensåsen·
Telefonplan ·
Midsommarkransen ·
Liljeholmen ·
Hornstull ·
Zinkensdamm ·
Mariatorget ·
Slussen ·
Gamla Stan ·
T-Centralen ·
Östermalmstorg ·
Stadion ·
Tekniska högskolan ·
Universitetet ·
Bergshamra ·
Danderyds sjukhus ·
Mörby centrum